# Matthew Lien
Matthew David Lien (* 21. März 1969 in San Antonio) ist ein ehemaliger US-amerikanischer Basketballspieler.

## Leben
Lien war von 1988 bis 1990 Spieler des Santa Ana College im US-Bundesstaat Kalifornien, in der Saison 1989/90 war er mit 18,3 Punkten je Begegnung bester Korbschütze der Hochschulmannschaft. Der 2,06 Meter große Innenspieler wechselte zur Saison 1990/91 an die University of California, Berkeley, wurde in der dortigen Basketballmannschaft neun Mal eingesetzt (2,9 Punkte, 2,1 Rebounds/Spiel).
Als Berufsbasketballspieler stand er bei UKJ Möllersdorf in der österreichischen Bundesliga unter Vertrag und nahm mit der Mannschaft 1993/94 am europäischen Vereinsbewerb Korać-Cup teil. Zur Saison 1994/95 schloss sich Lien dem deutschen Bundesligisten MTV Gießen an, spielte bei den Mittelhessen unter Trainer Armin Andres. Lien kam für Gießen in neun Einsätzen auf Mittelwerte von 8,6 Punkten und 3,1 Rebounds. Später spielte er bis 1997 wieder bei UKJ Möllersdorf.